# بيراق وند (مقاطعة دالاهو)
بيراق‌وند (بالفارسية: بیراق‌وند) هي قرية تقع في كرمانشاه في إيران. يقدر عدد سكانها بـ 380 نسمة بحسب إحصاء 2016.